# Liste der Monuments historiques in Fère-Champenoise
Die Liste der Monuments historiques in Fère-Champenoise führt die Monuments historiques in der französischen Gemeinde Fère-Champenoise auf.

## Liste der Objekte
| Bezeichnung                                        | Beschreibung                              | Standort                                           | Kennzeichnung | Schutzstatus | Datum | Bild |
| -------------------------------------------------- | ----------------------------------------- | -------------------------------------------------- | ------------- | ------------ | ----- | ---- |
| Skulptur Madonna mit Kind (1)                      | Holz, 18. Jahrhundert                     | Fère-Champenoise, in der Kirche St-Timothée (Lage) | PM51002854    | Inscrit      | 1978  |      |
| Skulptur Madonna mit Kind (2)                      | Holz, 17. Jahrhundert                     | Normée, in der Kirche St-Martin (Lage)             | PM51002428    | Inscrit      | 1976  |      |
| Skulptur Heiliger Eligius                          | Holz, 18. Jahrhundert                     | Normée, in der Kirche St-Martin (Lage)             | PM51002427    | Inscrit      | 1976  |      |
| Taufbecken                                         | Stein, vermutlich aus dem 16. Jahrhundert | Normée, in der Kirche St-Martin (Lage)             | PM51002429    | Inscrit      | 1976  |      |
| Kruzifix                                           | Holz, farbig gefasst, 17. Jahrhundert     | Normée, in der Kirche St-Martin (Lage)             | PM51000597    | Classé       | 1917  |      |
| Zwei Kirchenfenster                                | aus dem 12. Jahrhundert                   | Normée, in der Kirche St-Martin (Lage)             | PM51000596    | Classé       | 1916  |      |
| Skulpturengruppe Mantelteilung des heiligen Martin | Holz, farbig gefasst, 17. Jahrhundert     | Normée, in der Kirche St-Martin (Lage)             | PM51000598    | Classé       | 1962  |      |